# SV Preußen Schweidnitz
Der SV Preußen Schweidnitz (vollständiger Name Sport-Verein Preußen 1922 Schweidnitz e. V.) war ein deutscher Sportverein aus der schlesischen Stadt Schweidnitz (heute Świdnica, Polen).

## Geschichte
Der Verein wurde am 24. Juni 1922 als SV Preußen Schweidnitz gegründet und gehörte dem Südostdeutschen Fußball-Verband an. 1930 und 1933 wurde der Verein Bergland Vizemeister und durfte somit in diesen Jahren an der südostdeutschen Endrunde teilnehmen.
Am 31. August 1933 wurde der SV Preußen Schweidnitz mit dem VfR 1915 Schweidnitz zum DSV Schweidnitz zusammengeschlossen, der wiederum 1945 erlosch.

## Erfolge
- 2× Bergland Vizemeister: 1930, 1933